# SQLAlchemy
SQLAlchemy — інструментарій SQL та об'єктно-реляційне відображення для мови програмування Python випущене під ліцензією MIT.
SQLAlchemy надає «повний набір добре відомих шаблонів корпоративного рівня стабільності, сконструйованих для високопродуктивного доступу до бази даних, написаних простою мовою Python». Філософія SQLAlchemy стверджує що бази даних SQL поводяться тим менш подібно на колекції об'єктів чим більше починають важити розмір та продуктивність, і навпаки, колекції об'єктів починають поводитись тим менш подібно на таблиці і записи чим більш починає важити рівень абстракції. Тому, було впроваджено шаблон Data mapper (подібний на Hibernate для Java) замість шаблону active Record який використовується в багатьох інших об'єктно-реляційних відображеннях. Проте, додаткові плагіни, такі як Elixir [Архівовано 16 червня 2017 у Wayback Machine.] та declarative дозволяють користувачам розробку з декларативним синтаксисом.
SQLAlchemy була вперше випущена в лютому 2006-го, і швидко стала однією з найширше використовуваних в спільноті Python бібліотек для об'єктно-реляційного відображення.

## Приклад
Наступний приклад демонструє відношення n-до-1 між фільмами та їх режисерами. Показано, як описані користувачем класи Python створюють відповідні таблиці бази даних, як елементи відношення створюються на кожній стороні відношення, і як можна робити запити до даних.

### Опис схеми
Створенням двох класів, і відповідних таблиць в СКБД:
```
from
 
sqlalchemy
 
import
 
*

from
 
sqlalchemy.ext.declarative
 
import
 
declarative_base

from
 
sqlalchemy.orm
 
import
 
relation
,
 
sessionmaker

Base
 
=
 
declarative_base
()

 

class
 
Movie
(
Base
):

    
__tablename__
 
=
 
'movies'

 
    
id
 
=
 
Column
(
Integer
,
 
primary_key
=
True
)

    
title
 
=
 
Column
(
String
(
255
),
 
nullable
=
False
)

    
year
 
=
 
Column
(
Integer
)

    
directed_by
 
=
 
Column
(
Integer
,
 
ForeignKey
(
'directors.id'
))

 
    
director
 
=
 
relation
(
"Director"
,
 
backref
=
'movies'
,
 
lazy
=
False
)

 
    
def
 
__init__
(
self
,
 
title
=
None
,
 
year
=
None
):

        
self
.
title
 
=
 
title

        
self
.
year
 
=
 
year

    
def
 
__repr__
(
self
):

        
return
 
"Movie(
%r
, 
%r
, 
%r
)"
 
%
 
(
self
.
title
,
 
self
.
year
,
 
self
.
director
)

 

class
 
Director
(
Base
):

    
__tablename__
 
=
 
'directors'

 
    
id
 
=
 
Column
(
Integer
,
 
primary_key
=
True
)

    
name
 
=
 
Column
(
String
(
50
),
 
nullable
=
False
,
 
unique
=
True
)

 
    
def
 
__init__
(
self
,
 
name
=
None
):

        
self
.
name
 
=
 
name

 
    
def
 
__repr__
(
self
):

        
return
 
"Director(
%r
)"
 
%
 
(
self
.
name
)

 

engine
 
=
 
create_engine
(
'dbms://user:pwd@host/dbname'
)

Base
.
metadata
.
create_all
(
engine
)

```

### Вставляння даних
Вставляння фільмів та їх режисерів може досягатись через обидва екземпляри:
```
Session
 
=
 
sessionmaker
(
bind
=
engine
)

session
 
=
 
Session
()

m1
 
=
 
Movie
(
"Star Trek"
,
 
2009
)

m1
.
director
 
=
 
Director
(
"JJ Abrams"
)

d2
 
=
 
Director
(
"George Lucas"
)

d2
.
movies
 
=
 
[
Movie
(
"Star Wars"
,
 
1977
),
 
Movie
(
"THX 1138"
,
 
1971
)]

try
:

    
session
.
add
(
m1
)

    
session
.
add
(
d2
)

    
session
.
commit
()

except
:

    
session
.
rollback
()

```

### Запити
```
alldata
 
=
 
session
.
query
(
Movie
)
.
all
()

for
 
somedata
 
in
 
alldata
:

    
print
 
somedata

```

SQLAlchemy передає до СКБД наступний запит:
```
SELECT
 
movies
.
id
,
 
movies
.
title
,
 
movies
.
year
,
 
movies
.
directed_by
,
 
directors
.
id
,
 
directors
.
name
 

FROM
 
movies
 
LEFT
 
OUTER
 
JOIN
 
directors
 
ON
 
directors
.
id
 
=
 
movies
.
directed_by

```

Вивід:
```
Movie
(
'Star Trek'
,
 
2009
L
,
 
Director
(
'JJ Abrams'
))

Movie
(
'Star Wars'
,
 
1977
L
,
 
Director
(
'George Lucas'
))

Movie
(
'THX 1138'
,
 
1971
L
,
 
Director
(
'George Lucas'
))

```

Якщо встановити опцію lazy=True, SQLAlchemy спочатку виконає запит для отримання тільки списку фільмів, і лише за потребою виконає запит для кожного режисера, щоб отримати його ім'я:
```
SELECT
 
movies
.
id
,
 
movies
.
title
,
 
movies
.
year
,
 
movies
.
directed_by
 

FROM
 
movies

SELECT
 
directors
.
id
,
 
directors
.
name

FROM
 
directors
 

WHERE
 
directors
.
id
 
=
 
%
s

```

## Зноски
1. ↑  Mike Bayer is the creator of SQLAlchemy and Mako Templates for Python. Архів оригіналу за 26 жовтня 2012. Процитовано 6 серпня 2011.
2. ↑  PyCon 2007 Wrapup [Архівовано 21 жовтня 2012 у Wayback Machine.],SQLAlchemy released 0.1.0 in February 2006 — O'Reilly Media